# Кантхімала
Кантхо-мала (Кантхо-малі, кантхімали, кантімали) — намиста на шию з дерева Туласі в вайшнавізмі, священний атрибут послідовників цієї традиції. Носіння кантхімал на шиї є знаком смиренного відданого служіння Вішну або Крішні. Це знак того, що людина яка носить кантхімали рухається по шляху самоусвідомлення. У вайшнавській літературі описано, що якщо людина носить на тілі туласі, то після смерті не потрапить на пекельні планети, слуги бога смерті і потойбічного світу Ями не зможуть його забрати.